# Blood, Sweat & Tears
Blood, Sweat & Tears (Блад, Свет ен Тірс ; в перекладі «Кров, піт і сльози»), відомі також як BS&T — американський гурт, що виник 1967 року в Нью-Йорку. Колектив відомий поєднанням у своїй музиці року, блюзу, поп-музики та джазових імпровізацій, що отримали назву джаз-рок. Учасниками гурту в різний час була велика кількість музикантів.

## Теперішні учасники
- Стів Кац (Steve Katz): гітара, гармоніка, спів
- Роб Папароцці (Rob Paparozzi): спів, гармоніка
- Дейв Джелліс (Dave Gellis): гітара
- Ґленн МакКлелленд (Glenn McClelland): клавішні
- Ґері Фут (Gary Foote): бас
- Андреа Валентіні (Andrea Valentini): ударні
- Тедді Малет (Teddy Mulet): труба
- Стів Янковський (Steve Jankowski): труба
- Єнс Вендельбе (Jens Wendelboe): тромбон
- Том Тімко (Tom Timko): саксофон

## Дискографія
Альбоми
- Child Is Father to the Man (1968)
- Blood, Sweat & Tears (1968), Ґреммі #1 за альбом року
- Blood, Sweat & Tears 3 (1970)
- Blood, Sweat & Tears 4 (1971)
- New Blood (1972)
- No Sweat (1973)
- Mirror Image (1974)
- New City (1975)
- In Concert (1976)
- More Than Ever (1976)
- Brand New Day (1977)
- Nuclear Blues (1980)
- Latin Fire (1985) [записано в 1980/81]
- Live And Improvised (1991) [записано 1975]
- Live (1994) [записано наживо на The Street Scene, Лос-Анджелес, 12 жовтня 1980]

Компіляції
- Greatest Hits (1972)
- Super Hits (1998)
- What Goes Up! The Best of Blood, Sweat & Tears (1995)
- You've made me so happy (2001)
- The Collection (2003)

Саундтреки
- The Owl and the Pussy Cat (Soundtrack) (1970)

Синґли
- «You've Made Me So Very Happy» (1969)
- «Spinning Wheel» (1969) (Ґреммі #2)
- «And When I Die» (1969)
- «Hi-De-Ho» (1970)
- «Lucretia MacEvil» (1970)
- «Lisa, Listen to Me» (1971)
- «Go Down Gamblin'» (1971)
- «So Long Dixie» (1972)
- «Tell Me That I'm Wrong» (1974)
- «Got To Get You Into My Life» (1975)